# 127870 Vigo
127870 Vigo è un asteroide della fascia principale. Scoperto nel 2003, presenta un'orbita caratterizzata da un semiasse maggiore pari a 2,7562613 UA e da un'eccentricità di 0,0935407, inclinata di 27,08980° rispetto all'eclittica.
Fa parte della famiglia di asteroidi Gallia.
L'asteroide è dedicato all'omonima località spagnola, città natale dell scopritore Ignacio Ramón Ferrín Vázquez.